# ニューブリテン (コネチカット州)
ニューブリテン（英: New Britain）は、アメリカ合衆国コネチカット州のハートフォード郡にある都市。州都ハートフォードの南西15㎞に位置している。人口は7万4135人（2020年）。
市は製造業の中心としての歴史があり、スタンレー・ブラック・アンド・デッカーの本社があったので、公式ニックネームは「ハードウェアの都市」である。ポーランド系市民が多く、冗談交じりに「ニューブリットスキ」と呼ばれることも多い。

## 歴史
ニューブリテンの町は1867年に設立され、1754年にニューブリテン・ソサイエティという名前で新しいパリッシュに法人化された。1850年にはタウンシップとして、1871年には市として認証され、近くの町バーリンからは分離した。1905年統合憲章が採択された。
20世紀の初期、ニューブリテンは「世界のハードウェア首都」あるいは「ハードウェアの都市」と呼ばれた。おもな製造業者として、スタンレー・ワークス、P&Fコービン・カンパニー（後のコービン・ロックス）、ノース&ジャッドが市内に本社を置いていた。
1843年、フレデリック・トレント・スタンレーがニューブリテンでスタンレーのボルト・マニュファクトリーを設立し、ドアボルトなど鍛鉄の金物を製造した。1857年、その従兄弟のヘンリー・スタンレーが、スタンレー・ルール・アンド・レベル・カンパニーを設立した。レナード・ベイリーが発明し、スタンレー・ルール・アンド・レベル・カンパニーが製造した飛行機は「スタンレー/ベイリー」飛行機と呼ばれ、19世紀末から20世紀初めの木工制作者に称賛され、今日でも人気が残っている。この2社は1920年に合併し、スタンレー・ルール・アンド・レベル・カンパニーはスタンレー・ワークスの手工具事業部となった。
1869年、針金ハンガーを市内のO・A・ノースが発明した。
1895年、バスケットボールの技であるドリブルを、ニューブリテンのYMCAで開発した。1938年、ニューブリテン高校がルイジアナ州バトンルージュで開催された全国高校フットボール選手権に出場した。1954年、やはりYMCAでラケットボールが開発された。

### モットー
ニューブリテンのモットーはラテン語で「Industria implet alveare et melle fruitur」、翻訳すれば「産業が蜂の巣を埋め、蜂蜜を楽しむ」となる。この言葉はニューブリテン住民で、外交官、慈善事業家、社会活動家だったエリフ・バーリットが初めて作った。

## 地理と地形
アメリカ合衆国国勢調査局に拠れば、市域全面積は13.4平方マイル (34.7 km2)であり、このうち陸地13.3平方マイル (34.6 km2)、水域は0.1平方マイル (0.2 km2)で水域率は0.52%である。
ニューブリテンの地形は、柔らかく、うねりのある丘陵と若い森林でできている。多くの公園は植樹され、小さな未開発地には叢林がある。通りも街路樹が植えられている。市の北半分の家では前庭に少なくとも1本の木がある。市内を小流が開発に妨げられずに流れている。

## 人口動態
以下は2010年の国勢調査による人口統計データである。
| 基礎データ - 人口: 73,153 人 - 世帯数: 29,888 世帯 - 人口密度: 2,114.2人/km2（5,500.2人/mi2） 人種別人口構成 - 白人: 61.38%（非ヒスパニック: 47.7%） - アフリカン・アメリカン: 10.9%（非ヒスパニック: 8.1%） - ネイティブ・アメリカン: 0.1% - アジア人: 2.3% - 太平洋諸島系: 0.06% - その他の人種: 19.1% - 混血: 1.9% - ヒスパニック・ラテン系: 36.8% 先祖による構成 - プエルトリコ系：29.9% - ポーランド系：17.1% - イタリア系：9.6% - アイルランド系：8.0% - ドイツ系：4.1% - イギリス系：3.9% - フランス系：3.8% - ハイチ系：3.2% | 年齢別人口構成 - 18歳未満: 24.2% - 18-24歳: 12.5% - 25-44歳: 28.9% - 45-64歳: 18.6% - 65歳以上: 15.8% - 年齢の中央値: 34歳 - 性比（女性100人あたり男性の人口） - 総人口: 91.9 - 18歳以上: 88.6 世帯と家族（対世帯数） - 18歳未満の子供がいる: 28.3% - 結婚・同居している夫婦: 39.6% - 未婚・離婚・死別女性が世帯主: 14.7% - 非家族世帯: 40.7% - 単身世帯: 32.1% - 65歳以上の老人1人暮らし: 10.7% - 平均構成人数 - 世帯: 2.50人 - 家族: 3.18人 | 収入と家計 - 収入の中央値 - 世帯: 35,357米ドル - 家族: 42,056米ドル - 性別 - 男性: 36,848米ドル - 女性: 28,873米ドル - 人口1人あたり収入: 19,404米ドル - 貧困線以下 - 対人口: 24.5% - 非ヒスパニック白人: 19.2% - ヒスパニック系: 36.8% |

| 2005年10月25日時点での登録有権者数 | 2005年10月25日時点での登録有権者数 | 2005年10月25日時点での登録有権者数 | 2005年10月25日時点での登録有権者数 | 2005年10月25日時点での登録有権者数 | 2005年10月25日時点での登録有権者数 |
| 政党                               | 有権者数（活動）                   | 有権者数（非活動）                 | 有権者数合計                       | 比率                               |                                    |
| ---------------------------------- | ---------------------------------- | ---------------------------------- | ---------------------------------- | ---------------------------------- | ---------------------------------- |
| 民主党                             | 16,116                             | 1,176                              | 17,292                             | 54.50%                             |                                    |
| 無党派                             | 10,200                             | 27                                 | 10,227                             | 32.23%                             |                                    |
| 共和党                             | 3,862                              | 324                                | 4,186                              | 13.19%                             |                                    |
| 少数党                             | 19                                 | 4                                  | 23                                 | 0.07%                              |                                    |
| 合計                               | 30,197                             | 1,531                              | 31,728                             | 100%                               |                                    |

### ポーランド人社会
ニューブリテンはコネチカット州でも最大のポーランド系住民が居り、1930年には人口の4分の1がポーランド系だった。市内のブロード通り地区は「リトル・ポーランド」とも呼ばれ、1890年以来かなりの数の企業や家族がいる。2008年9月23日、ポローニャ事業協会の推薦により、市政委員会は全会一致でブロード通り地区を「リトル・ポーランド」と公式に指定する決議を通した。近年、ポーランド人社会は文化的にも経済的にも再活性化されている。ポーランド語新聞が3紙あり、テレビ局や多くの企業と公的機関はバイリンガルである。リトル・ポーランドにある郵便支局は、国内でもただ1つポーランド語でポストと書かれている場所である。毎年4月最終日曜日にはリトル・ポーランド祭が開催されている。
ポーランド地区を訪れた著名人としては、リチャード・ニクソン大統領や、1987年7月8日のロナルド・レーガン大統領がいた。1969年、当時は枢機卿で後に教皇ヨハネ・パウロ2世となったカロル・ユゼフ・ヴォイティワがセイクレッドハート教会でミサを行った。2007年にその栄誉を称えて彫像が建立された。「ボストン・グローブ」から「都市のポーランド人中心」と呼ばれたリトル・ポーランドは駐米ポーランド大使ライスザード・シュネプフの関心を惹き、アメリカ合衆国上院議員クリス・マーフィとリチャード・ブルメンソール、下院議員のエリザベス・エスティ、さらにポーランド・セジュムのメンバー数人と共に地域を回った。

### ポーランド訛り
ニューブリテン訛りとされる中でポーランド語の影響はボ母音の質に幾らか見られる。例えば、 /n/の前で鼻母音となって小さくなる。ただし中部コネチカット訛りの特徴は、/t/で終わる語の/t/に声門閉鎖音を置き換えることであり、"eight"は[eɪt]の代わりに[ɛɪʔ]と発音される。ニューブリテンという語は、[nuˈbɹɪʔɨː̃n]（ニューブリチーン）のように発音される。

## 経済

### 主要雇用主
ニューブリテン市の2009年包括的財務報告書に拠れば、市内の主要雇用主は次の通りである。
| 順位 | 雇用主                                 | 従業員数 |
| ---- | -------------------------------------- | -------- |
| 1    | 中央コネチカット病院                   | 3,600    |
| 2    | コネチカット州                         | 2,811    |
| 3    | ニューブリテン市                       | 2,226    |
| 4    | 特殊治療病院                           | 1,396    |
| 5    | スタンレー・ブラック・アンド・デッカー | 780      |
| 6    | ティルコン・コネチカット               | 735      |
| 7    | グローブヒル医療センター               | 430      |
| 8    | DATTCO                                 | 409      |
| 9    | セレブレーション・フーズ               | 400      |
| 10   | ムーア医療                             | 350      |

## 見どころ
- 中央コネチカット州立大学[11]
- ニューブリテン・リトルリーグ[12]
- ニューブリテン・アメリカ美術館 — アメリカ美術に特化したことで国内最古の美術館。18世紀から現代までの有名で包括的なコレクションがある
- マウンテン・ローレル[13] サドベリー学校 - 独立系オルターナティブ・スクール
- ニューブリテン産業博物館[14] ニューブリテンの産業における過去と現在の博物館
- 中央コネチカット病院[15]、市内最大の雇用主
- ウォルナットヒル公園 - ニューヨーク市のセントラル・パークを設計した造園師フレデリック・ロー・オルムステッドが設計
- ウォルナットヒル・薔薇園[16]800種以上の薔薇がある、近年改修された
- ホール・イン・ザ・ウォール劇場[17]
- ニューブリテン青年博物館[18]、地域文化に関する展示、子供たちの工作物
- キャピトル・ランチ — ニューイングランドのホットドッグ施設、特徴あるチリソースの故に「キャッピー・ドッグ」が知られる
- スタグ・アームズ、火器製造者
- ポーランド地区すなわちリトル・ポーランド:  主にブロード通り近辺、特徴ある琥珀宝石、手作業工芸品、吹きガラス、クリスマスの飾り、彫刻のチェス駒などが見られ、またポーランド料理を食すことができる

## スポーツ
- ニューブリテン・ビーズ（英語版）、独立リーグであるアトランティックリーグ所属の野球チーム、本拠地はニューブリテン・スタジアム
- ニューブリテン・ファガン・カル・リプケン野球リーグ、4歳から12歳までの少年を対象にしたリーグ
- ニューブリテン・リトルリーグ、4歳から16歳までの野球とソフトボールのリーグ

## 教育

### 高等教育機関
市内には中央コネチカット州立大学とチャーターオーク州立カレッジがある。

### 初等中等教育
ニューブリテン教育学区が公立学校を運営している。高校はニューブリテン高校1校である。マウンテン・ローレル・サドベリー学校もある。

## 交通
コネチカット州道9号線が市内の幹線道であり、ハートフォード（州間高速道路84号線と同91号線を経由）やオールドセイブルック、ミドルタウンとを繋いでいる。州間高速道路84号線自体は市の北西隅を掠めている。公共交通はコネチカット・トランジットが担当している。
計画中のハートフォード・ニューブリテン・バス道路ではニューブリテンがその一端となる。長さは9マイル (14 km)、停留所は11か所、ニューブリテン中心街の停留所を建設中であり、もう一端はハートフォードのユニオン駅となる。この道路は両都市を結ぶ使われなくなっていた通行権道路にそって建設されている。
アムトラックの停車駅は、隣接するバーリンにある。バーモンター号（1日1便）、シャトル（1日に複数）が、アメリカ合衆国北東部の目的地に向かっている。スプリングフィールドとハートフォード、ニューヘイブンを結ぶ通勤鉄道が計画中であり、バーリンはその停車駅になる。

## 著名な出身者
- ウィリー・ホール、アメリカンフットボール選手、プラスキ高校、南カリフォルニア大学卒、第11回スーパーボウルでオークランド・レイダースが優勝した時のラインバッカー[19]
- チャールズ・ケニー・ハミルトン、初期の飛行家
- ジョン・オルセン、競泳選手、バルセロナオリンピックとアトランタオリンピックで金4個を含む5つのメダルを獲得
- カール・パバーノ、メジャーリーグベースボール選手、ミネソタ・ツインズなど

## 姉妹都市

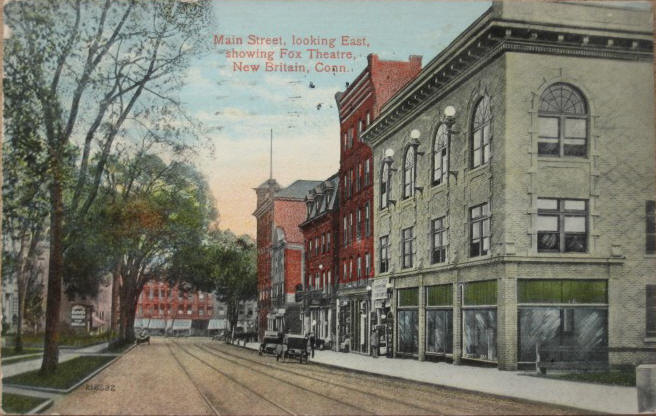
メインストリート東の絵葉書、1911年頃

ニューブリテン市は世界の5都市と姉妹都市を結んでいる。
- 日本神奈川県厚木市
- ポーランド、プウトゥスク
- ドイツ、ラシュタット
- ギリシャ、ヤニツァ
- イタリア、ソラリーノ